# Liquidambar multinervis
Liquidambar multinervis är en tvåhjärtbladig växtart som först beskrevs av Wan Chun Cheng, och fick sitt nu gällande namn av Ickert-bond och J.Wen. Liquidambar multinervis ingår i släktet Liquidambar och familjen Altingiaceae. Inga underarter finns listade i Catalogue of Life.